# Servais
 Servais  es una población y comuna francesa, en la región de Picardía, departamento de Aisne, en el distrito de Laon y cantón de La Fère.

## Demografía
| 291 | 287 | 232 | 271 | 250 | 240 |
| Para los censos de 1962 a 1999 la población legal corresponde a la población sin duplicidades (Fuente: INSEE [Consultar]) |     |     |     |     |     |